# ГЕС Ріно
ГЕС Ріно (фр. Rhinau) — гідроелектростанція у Франції на Верхньому Рейні. Входить до складу рейнського каскаду, знаходячись між ГЕС Маркольсайм (вище за течією) та Герстайм. Хоча ця ділянка річки є кордоном між Німеччиною та Францією, остання за умовами Версальського договору має права на її одноосібне господарське використання.
У місці спорудження гідрокомплексу Рейн розділено на дві протоки. Праву, прилеглу до німецького берега, перекриває допоміжна гребля. Ліва, своєю чергою, також розділяється невеликим острівцем на дві, що містять машинний зал руслового типу та два судноплавні шлюзи. Останні мають довжину у 185 метрів та ширину 24 та 12 метрів.
Машинний зал обладнано чотирма турбінами типу Каплан загальною потужністю 152 МВт. При напорі у 13,2 м вони забезпечують виробництво 940 млн кВт·год електроенергії на рік.
Управління станцією здійснюється з диспетчерського центру, розташованого на ГЕС Кембс.